# Вулиця Ясна (Брюховичі, смт)
Ву́лиця Ясна́ — вулиця у смт Брюховичі, підпорядкованому Шевченківському району Львова. Сполучає вулицю Незалежності України з вулицею Львівською. Початок нумерації будинків ведеться від будинку на вулиці Незалежності України, 29. Вулиця заасфальтована.

## Забудова
№ 1 — будівля Брюховицької селищної ради.
№ 3 — будівля зв'язку, перший поверх котрої займає львівське міське відділення поштового зв'язку «Брюховичі» поштамту-центру поштового зв'язку Львівської дирекції АТ «Укрпошта», а другий — центр телекомунікаційних послуг Львівської філії АТ «Укртелеком» (АТС-259).
№ 7 — готельний комплекс «Валентина».
№ 43 — навчально-тренувальна база футбольного клубу «Карпати» (Львів).

## Меморіали, пам'ятники
За радянських часів, 1954 року, на тодішній вулиці Комунарів встановлений пам'ятник В. І. Леніну. Демонтований на початку 1990-х років.